# Austria la Jocurile Olimpice de vară din 2016
Austria a participat la Jocurile Olimpice de vară din 2016 de la Rio de Janeiro în perioada 5 – 21 august 2016, cu o delegație de 71 de sportivi, care a concurat în 22 de sporturi. Cu o singură medalie de bronz, Austria s-a aflat pe locul 78 în clasamentul final.

## Participanți
Delegația austriacă a cuprins 71 de sportivi: 36 de bărbați și 35 de femei. Cel mai tânăr atlet din delegație a fost înotătoarea Lena Kreundl (19 de ani), cel mai bâtrăn a fost arcașa Laurence Baldauff (41 de ani).
| Sport           | Masculin | Feminin | Total |
| --------------- | -------- | ------- | ----- |
| Atletism        | 2        | 4       | 6     |
| Badminton       | 1        | 1       | 2     |
| Caiac canoe     | 1        | 4       | 5     |
| Canotaj         | 1        | 2       | 3     |
| Ciclism         | 3        | 1       | 4     |
| Echitație       | 0        | 1       | 1     |
| Gimnastică      | 0        | 2       | 2     |
| Golf            | 1        | 1       | 2     |
| Haltere         | 1        | 0       | 1     |
| Înot sincron    | –        | 2       | 2     |
| Judo            | 2        | 3       | 5     |
| Lupte           | 1        | 0       | 1     |
| Natație         | 2        | 4       | 6     |
| Navigație       | 5        | 3       | 8     |
| Sărituri în apă | 1        | 0       | 1     |
| Scrimă          | 1        | 0       | 1     |
| Tir             | 4        | 1       | 5     |
| Tir cu arcul    | 0        | 1       | 1     |
| Tenis           | 2        | 0       | 2     |
| Tenis de masă   | 3        | 3       | 6     |
| Triatlon        | 1        | 2       | 3     |
| Volei           | 4        | 0       | 4     |
| Total           | 36       | 35      | 71    |

## Medaliați
| Medalie | Nume                     | Sport     | Probă    | Dată      |
| ------- | ------------------------ | --------- | -------- | --------- |
| Bronz   | Thomas Zajac Tanja Frank | Navigație | Nacra 17 | 16 august |

## Scrimă
Masculin
| Sportiv    | Probă              | Primul tur         | Șaisprezecimi | Optimi        | Sfert de finală | Semifinală    | Finala mică/Finala mare | Finala mică/Finala mare |
| Sportiv    | Probă              | Adversar Scor      | Adversar Scor | Adversar Scor | Adversar Scor   | Adversar Scor | Adversar Scor           | Loc                     |
| ---------- | ------------------ | ------------------ | ------------- | ------------- | --------------- | ------------- | ----------------------- | ----------------------- |
| René Pranz | Floretă individual | Toldo (BRA) L14–15 | Nu a avansat  | Nu a avansat  | Nu a avansat    | Nu a avansat  | Nu a avansat            | Nu a avansat            |